# Sun-4
Sun-4 は、サン・マイクロシステムズが開発し、1987年に発売した UNIXワークステーションおよびサーバのシリーズである。最初の Sun-4 シリーズは以前の Sun-3 シリーズに似たVMEバスベースであったが、以前のサンのモデルのような 68K ファミリーのプロセッサではなく、サン自身による SPARC V7 RISC アーキテクチャに基づいた マイクロプロセッサ を採用した。

## 形式
モデルは、およそ年代順に並べている。
| 形式  | コードネーム | CPU ボード | CPU・FPU                                                                 | CPU MHz   | 最大 RAM 容量 | 筐体                                            |
| ----- | ------------ | ---------- | ------------------------------------------------------------------------ | --------- | ------------- | ----------------------------------------------- |
| 4/260 | Sunrise      | Sun 4200   | 富士通 SF9010 IU, Weitek 1164/1165 FPU                                   | 16.67 MHz | 128 MB        | 12スロット VME (デスクサイド)                   |
| 4/280 | Sunrise      | Sun 4200   | 富士通 SF9010 IU, Weitek 1164/1165 FPU                                   | 16.67 MHz | 128 MB        | 12スロット VME (ラックマウント)                 |
| 4/110 | Cobra        | Sun 4100   | 富士通 MB86900 IU, Weitek 1164/1165 FPU (オプション)                     | 14.28 MHz | 32 MB         | 3スロット VME (デスクトップ／デスクサイド)      |
| 4/150 | Cobra        | Sun 4100   | 富士通 MB86900 IU, Weitek 1164/1165 FPU (オプション)                     | 14.28 MHz | 32 MB         | 6スロット VME (デスクサイド)                    |
| 4/310 | Stingray     | Sun 4300   | サイプレス・セミコンダクタ CYC7C601, テキサス・インスツルメンツ 8847 FPU | 25 MHz    | 32 MB         | 3スロット VME (デスクトップ／デスクサイド)      |
| 4/330 | Stingray     | Sun 4300   | サイプレス・セミコンダクタ CYC7C601, テキサス・インスツルメンツ 8847 FPU | 25 MHz    | 96 MB         | 3スロット VME と 2メモリスロット (デスクサイド) |
| 4/350 | Stingray     | Sun 4300   | サイプレス・セミコンダクタ CYC7C601, テキサス・インスツルメンツ 8847 FPU | 25 MHz    | 224 MB        | 5スロット VME (デスクトップ／デスクサイド)      |
| 4/360 | Stingray     | Sun 4300   | サイプレス・セミコンダクタ CYC7C601, テキサス・インスツルメンツ 8847 FPU | 25 MHz    | 224 MB        | 12スロット VME (デスクサイド)                   |
| 4/370 | Stingray     | Sun 4300   | サイプレス・セミコンダクタ CYC7C601, テキサス・インスツルメンツ 8847 FPU | 25 MHz    | 224 MB        | 12スロット VME (デスクサイド)                   |
| 4/380 | Stingray     | Sun 4300   | サイプレス・セミコンダクタ CYC7C601, テキサス・インスツルメンツ 8847 FPU | 25 MHz    | 224 MB        | 12スロット VME (ラックマウント)                 |
| 4/390 | Stingray     | Sun 4300   | サイプレス・セミコンダクタ CYC7C601, テキサス・インスツルメンツ 8847 FPU | 25 MHz    | 224 MB        | 16スロット VME (ラックマウント)                 |
| 4/470 | Sunray       | Sun 4400   | サイプレス・セミコンダクタ CY7C601, テキサス・インスツルメンツ 8847 FPU  | 33 MHz    | 768 MB        | 16スロット VME (デスクサイド)                   |
| 4/490 | Sunray       | Sun 4400   | サイプレス・セミコンダクタ CY7C601, テキサス・インスツルメンツ 8847 FPU  | 33 MHz    | 768 MB        | 12スロット VME (ラックマウント)                 |

1989年、サンはマーケティングの目的のため、新しいモデルに SPARCstation と SPARCserver のブランドを採用し、「Sun-4」の名前を廃止した。しかし初期の SPARCstation/server のモデルは Sun-4 シリーズのモデル番号も割り当てられた。例えば、SPARCstation 1 は Sun 4/60 という名前でも知られている。この慣例は1991年に SPARCserver 600MP シリーズの導入で段階的に廃止された。Sun-4という用語は、全ての SPARC ベースのサンのシステムの、基本的なハードウェアアーキテクチャを識別するために、技術的な文脈で使われ続けた。
Sun 4300 CPU ボード (SPARCserver 300 シリーズで使用された) にアップグレードした Sun 4/110, 4/150, 4/260, 4/280 は、それぞれ 4/310, 4/350, 4/360, 4/380 と呼ばれた。

## Sun-4 アーキテクチャの派生機種
Sun-4 アーキテクチャは、前述の VME ベースのアーキテクチャを示し、4/100, 4/200, SPARCserver 300, SPARCserver 400 で使用された。Sun-4 は SunOS 3.2 以降と Solaris 2.1 から 2.4 まででサポートされた。OpenBSDとNetBSDも、Sun-4アーキテクチャファミリで動作する。
その後、Sun-4アーキテクチャの変種がいくつか開発され、サンや他のベンダーが製造した後のコンピュータシステムで使用された。派生機種には次のものがある。
- Sun-4c (C は、おそらく Sun-4c の最初の機種 SPARCstation 1 のコードネーム Capmus に由来すると推定される): このデスクトップ・ワークステーション／ローエンドサーバの派生は、VMEバスの代わりに 32ビットの拡張バス SBus を備え、新しい MMU 設計を採用した。

- Sun-4e: VME 組み込みコントローラである、SPARCengine 1 (Sun 4/E) が備えた Sun-4c/VME ハイブリッドアーキテクチャである。このボードは、当初フォース・コンピュータズによって開発され、後にサンにライセンスされた。SunOS 4.0.3e と 4.1e 、Solaris 2.1 [3]から 2.4 でサポートされている。

- Sun-4m: 当初はマルチプロセッシングに対応する Sun-4 の派生であり、SPARCserver 600MP シリーズで導入された MBus プロセッサ・モジュール・バスに基づいていた。 後に Sun-4m アーキテクチャは、SPARC V8 アーキテクチャのプロセッサを使用した SPARCstation 5 のような、 MBus でない単一プロセッサシステムも、包含するようになった。SunOS 4.1.2 以降と Solaris 2.1 から 9 でサポートされている。SPARCserver 600MP に対するサポートは Solaris 2.5.1 以降で外された。

- Sun-4d (D は SPARCcenter 2000 のコードネーム Dragon に由来する): 20個のプロセッサまでスケーラブルな XDBbus プロセッサインターコネクトに基づいた、ハイエンド・マルチプロセッサ・アーキテクチャである。サンによって作られた唯一の Sun-4d システムは、SPARCserver 1000 と SPARCcenter 2000 シリーズであった。Cray CS6400 も名目上は Sun-4d のマシン (sun4d6) であったが、カスタムバージョンの Solaris を必要とした。Solaris 2.2 から 8 でサポートされている。

- Sun-4u: この派生は、Sun Ultraシリーズで最初に使われた、64ビット UltraSPARC (SPARC V9) プロセッサ・アーキテクチャと UPA プロセッサ・インターコネクションを導入した。Solaris 2.5 以降でサポートされている。UltraSPARC I のサポートは Solaris 9 以降で外された。

- Sun-4u1: 時に Enterprise 10000 (Starfire) 64ウエイ・マルチプロセッサ・サーバ・アーキテクチャを区別するために用いられる。Starfire は Solaris 2.5.1 以降でサポートされている。

- Sun-4v (V は仮想化 "virtualized" に由来すると推定される): これは、プロセッサ仮想化のハイパーバイザを含む Sun-4u の派生である。UltraSPARC T1 (Niagara) マルチコア・プロセッサで導入された。Solaris 10 3/05 HW2 以降でサポートされている。